# Arthur 2 – On the Rocks
Arthur 2 – On the Rocks ist eine US-amerikanische Filmkomödie aus dem Jahr 1988 und die Fortsetzung zu Arthur – Kein Kind von Traurigkeit (1981). In Deutschland lief der Film nicht in den Kinos, sondern wurde am 10. Februar 1989 auf Video herausgebracht.

## Handlung
Die Handlung knüpft inhaltlich an den Vorgänger an: Der ständig betrunkene und steinreiche Multimillionär sowie liebenswert-naive Nichtstuer und Taugenichts Arthur Bach lebt seit sieben Jahren in glücklicher Ehe mit seiner Frau Linda. Nachdem Linda herausfindet, dass sie unfruchtbar ist, versuchen beide, ein Kind zu adoptieren.
Doch die Pläne des Paares werden von Burt Johnson durchkreuzt, dem reichen Vater von Arthurs Ex-Verlobter Susan Johnson, die im ersten Teil zugunsten der damaligen Kellnerin Linda sitzengelassen worden war. Burt Johnson bringt Arthurs Angehörige dazu, sein Vermögen von 750 Millionen US-Dollar einzufrieren, verspricht aber Arthur, ihm sein Geld zurückzugeben, wenn dieser sich von Linda scheiden lässt, um Susan zu heiraten. Arthur und Linda verzichten auf das Angebot und verlieren so all ihren weltlichen Besitz. Johnson erschwert beiden das Leben noch mehr, indem er jedes Unternehmen aufkauft, bei dem Arthur für einen Arbeitsplatz vorstellig wird. Ebenso kauft er jede Wohnung, in die Arthur und Linda einziehen wollen. Als das Schicksal schließlich unerträglich wird, verlässt Linda Arthur sogar.
Arthur versucht nun, mit der Situation fertigzuwerden, indem er sich zusammenreißt und erstmals ernsthaft seinen Alkoholismus bekämpft und trocken wird. Er meistert am Ende sein Leben, bekommt sein Vermögen zurück, kommt wieder mit Linda zusammen und adoptiert tatsächlich ein Baby, obwohl sich herausstellt, dass Linda dennoch schwanger geworden ist.

## Kritiken
Arthur 2 bekam von Seiten der Kritik fast einhellig vernichtende Bewertungen, die zumeist die Meinung vertraten, dass der Film gegenüber seinem Vorgänger nicht witzig sei und die Hauptfigur Arthur in der Fortsetzung nicht mehr funktioniere. Liza Minnelli wurde für ihre Rolle in diesem Film sowie in Rent-a-Cop (1987) die Goldene Himbeere in der Kategorie Schlechteste Schauspielerin verliehen.
Roger Ebert schrieb in der Chicago Sun-Times, das Hauptmanko des Films sei, dass im Verlauf von dessen Handlung sich die Hauptfigur Arthur, im Gegensatz zum Vorgängerfilm, weiterentwickele. Dadurch gewinne Arthur an Tragik, verliere aber gleichzeitig an Komik. Der Zuschauer interessiere sich nicht für Arthurs vernünftige Versuche, seine Probleme zu lösen – der Film wandele sich ab Arthurs Besserung von einer Komödie zu einer Sitcom. Die Figur habe im Vorgängerfilm gerade nur funktioniert, weil Arthur darin keinerlei Vermögen dazu aufgewiesen habe, in irgendeiner Form angemessen auf seine Umgebung zu reagieren.
Vincent Canby schrieb in The New York Times, Arthur sei in dieser Fortsetzung langweilig, seine Frau Linda, die ihn im Film immer noch witzig fände, wirke daher so, als leide sie an Realitätsverlust. Der Film sei ein dem Untergang geweihtes Unternehmen und weise nur zwei Figuren auf, die einigermaßen gut gespielt seien: Arthurs Freund Fairchild und Arthurs Ex-Verlobte Susan Johnson.
Desson Howe schrieb in The Washington Post, der Film sei in etwa so lustig wie die Misere eines Alkoholikers. Insofern Arthur 2 irgendeine Bedeutung hätte, dann die, den Tod der „Happy-Drunk“-Figur im Film eingeleitet zu haben. In derselben Ausgabe der Washington Post schrieb Rita Kempley, beim Film handele es sich nicht um eine Fortsetzung, sondern um einen Rückfall: Weder Dudley Moore noch der den Film tragen sollende Alkoholismus seien mehr lustig. In dem Film sei nichts zu finden bis auf eine gequälte Handlung, ermüdende Charaktere und ein idiotisches Ende.
Jonathan Rosenbaum schrieb im Chicago Reader, im Film sei kein einziger Lacher vorhanden, machte dafür aber nicht das Drehbuch von Andy Breckman verantwortlich (das er zweitklassig nannte), sondern die Regie von Bud Yorkin, die er als lustlos und unentschieden bezeichnete.
Das Lexikon des internationalen Films urteilte, der Film sei eine „pointenreiche Fortsetzung“ und „eine überwiegend amüsante Farce mit leicht bitterem Beigeschmack“.